# Джарвис, Дефорест Клинтон
ДеФорест Клинтон Джарвис (англ. DeForest Clinton Jarvis; 15.03.1881, Платсберг, штат Нью-Йорк, США — 18.08.1966, Вермонт, США) — американский врач-отоларинголог и окулист. Много лет исследовал средства народной медицины, в том числе мёд, медовые соты, растительные масла, яблочный уксус. Разработал препараты для собственного метода альтернативной медицины, написал несколько книг. Его система лечения яблочным уксусом и мёдом распространилась по миру, книги изданы на разных языках.

## Биография
Д. К. Джарвис родился в городе Платсбурге, штат Нью-Йорк . Отец — Джордж Джарвис (англ. George Delaker Clinton Jarvis), мать  - Эбби Винсент (Abbie Gena Vincent).
Школьные годы Джарвис провёл в городе Берлингтон штата Вермонт. В 1904 году он закончил медицинский колледж Университета штата Вермонт, после чего прошёл резидентуру в берлингтонской больнице. Затем 64 года, с 1909 по начало 1966 года, работал отоларингологом в собственном кабинете на Мэйн Стрит (Main Street) в городе Баррэ в штате Вермонт.
Хобби Джарвиса — музыка и спорт. В 1925 году он создал в Баррэ детский симфонический оркестр (Barre Junior Symphony Orchestra), в том числе закупил для него музыкальные инструменты. В 1920-е годы он спонсировал несколько спортивных команд города..
В 1960-е доктор Джарвис стал почётным гражданином города Баррэ.

## Семья
В 1908 году доктор Джарвис женился на Перл Макомбер (Pearl Maeferd Macomber).
Единственный ребёнок — дочь Сильвия Джарвис Смит (Sylvia Jarvis Smith) (29 июня 1914 — 27 декабря 2009).

## Достижения
Доктор Джарвис первым распознал угрозу здоровью от гранитной пыли, которой подвергались работники гранитного производства в городе Баррэ. В начале 1915 года он инициировал тестирование рабочих на туберкулёз.
Джарвис интересовался влиянием диеты на заболеваемость респираторными заболеваниями работников гранитной промышленности и собирал статистику на своих пациентах. Свои исследования доктор обобщил в книге Folk Medicine, в которой он уделил особое внимание яблочному уксусу и мёду. Он считал, что яблочный уксус восстанавливает кислотно-щелочную реакцию организма и тем самым устраняет предполагаемую им причину множества заболеваний, от опоясывающего лишая до варикозного расширения вен. Мёду он приписал свойства улучшать физическую (спортивную) форму, управлять мышечными судорогами и облегчать похмелье.
В 1958 году Джарвис издал книгу «Народная медицина» (Folk Medicine : A Vermont Doctor's Guide to Good Health ISBN 978-1447446378), которая оставалась в списках бестселлеров около 100 недель и оказалась в списке бестселлеров 1960 года. Эту книгу перевели на 12 языков, ныне она считается предшественником движения альтернативной медицины.